# Keijo Liinamaa

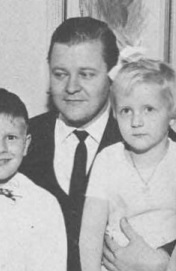
Keijo Liinamaa (1964)

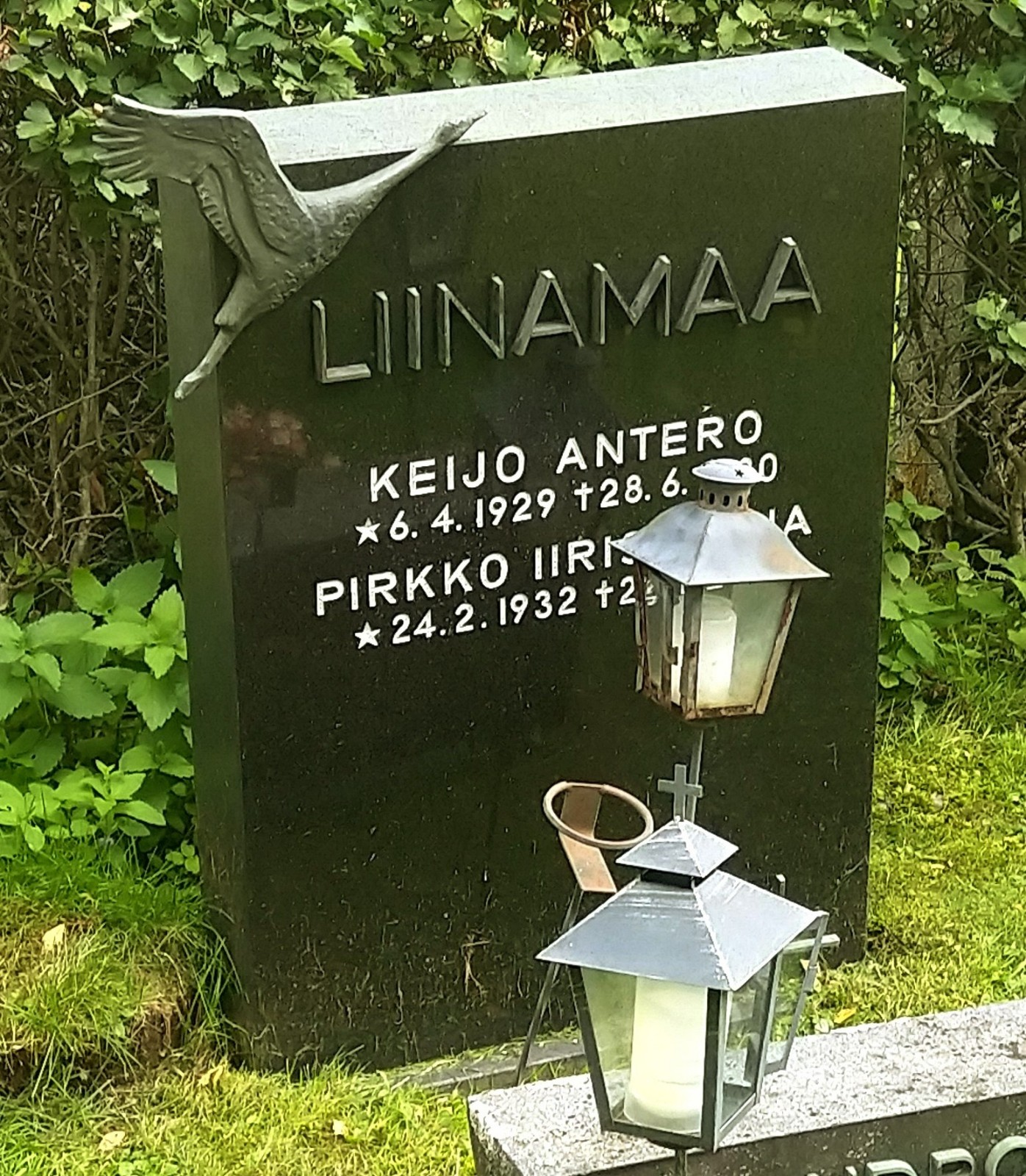
Das Grab von Keijo Liinamaa in Helsinki

Keijo Antero Liinamaa (* 6. April 1929 in Mänttä; † 28. Juni 1980 in Helsinki) war ein finnischer Politiker und Premierminister.

## Studium und Gewerkschaftsfunktionär
Liinamaa absolvierte ein Studium der Rechtswissenschaften. Anschließend war er als Rechtsberater für Arbeitsrecht beim Finnischen Gewerkschaftsbund (SAK) tätig. 1958 wurde er Gewerkschaftssekretär in der westfinnischen Industriestadt Mänttä. Nach der Einführung eines neuen landesweiten Programms zur Schlichtung von Arbeitsrechtstreitigkeiten Anfang der 1960er Jahre wurde er zum Regionalen Arbeitsstreitschlichter sowie 1965 zum Nationalen Arbeitsstreitschlichter ernannt. In der Zeit der Wirtschaftskrise von 1965 bis 1967 sah sich Liinamaa einigen Dutzend Arbeitsrechtsstreitigkeiten ausgesetzt. Allerdings gelang es ihm in seiner Funktion als Nationaler Streitschlichter mehrere Generalstreiks zu vermeiden.
1967 wurde ihm durch den damaligen Premierminister Rafael Paasio ein Sonderauftrag erteilt. Liinamaa sollte eine umfangreiche Einigung zwischen Arbeitgeber- und Gewerkschaftsverbänden zur Vermeidung steigender Inflation aufgrund ansteigender Löhne und Gehälter erzielen. Diese Verhandlungen führten zur Unterzeichnung der ersten kompletten Einkommenspolitikvereinbarung und machten ihn landesweit populär.

## Minister und Premierminister
Nach den Parlamentswahlen von 1970 gelang wegen der Vielzahl der im Reichstag vertretenen Parteien zunächst keine Regierungsbildung. Aus diesem Grund beauftragte Präsident Urho Kekkonen am 14. Mai 1970 Teuvo Aura mit der Bildung einer Übergangsregierung. In diesem lediglich bis zum 15. Juni 1970 amtierenden Kabinett war Liinamaa Justizminister.
Nachdem die Nachfolgerregierung von Ahti Karjalainen zurücktrat wurden durch Präsident Kekkonen vorgezogene Neuwahlen ausgerufen. Am 29. Oktober 1971 wurde Aura zum zweiten Mal mit der Bildung einer Übergangsregierung beauftragt, in der Liinamaa bis zum 23. Februar 1972 Arbeitsminister war.
Nach den Parlamentswahlen von 1975 gelang zunächst wieder keiner Partei die Bildung einer Koalitionsregierung. Präsident Kekkonen beauftragte daher Liinamaa am 13. Juni 1975 mit der Bildung einer Übergangsregierung. Nach der Intervention des Präsidenten konnte Martti Miettunen am 30. November 1975 eine breit angelegte Koalitionsregierung bilden und ihn als Premierminister ablösen.
Für seine Verdienste um die finnische Politik wurde ihm der Orden „Großkreuz der Weißen Rose von Finnland“ (Memento vom 25. Dezember 2003 im Internet Archive) verliehen.

## Biographische Quellen und Hintergrundinformationen
- Biographie auf der Homepage der Finnischen Regierung
- Temmes, Markku / Melkas, Helinä: Labour Administration in Finland